# Любонечек
Любонечек (пол. Lubonieczek, нім. Lobendorf) — село в Польщі, у гміні Занемишль Сьредського повіту Великопольського воєводства.
Населення — 324 особи (2011).
У 1975-1998 роках село належало до Познанського воєводства.

## Демографія
Демографічна структура станом на 31 березня 2011 року:
|          | Загалом | Допрацездатний вік | Працездатний вік | Постпрацездатний вік |
| -------- | ------- | ------------------ | ---------------- | -------------------- |
| Чоловіки | 160     | 39                 | 102              | 19                   |
| Жінки    | 164     | 40                 | 90               | 34                   |
| Разом    | 324     | 79                 | 192              | 53                   |